# Алексанян, Аракси Назаровна
Аракси Назаровна Алексанян (1924—2006) — советский передовик производства, почтальон отделения связи Ереванского почтамта Министерства связи Армянской ССР. Депутат Верховного Совета Армянской ССР 9-го созыва. Герой Социалистического Труда (1971).

## Биография
Родилась в 1924 году в селе Алмалу (с 1946 г. - Хндзорут) Даралагезского уезда Армянской ССР в армянской семье.
С 1940 года начала свою трудовую деятельность с шестнадцати лет в колхозе села Алмалу, Даралагезского уезда. С 1941 года после начала Великой Отечественной войны, муж А. Н. Алексанян был призван в ряды Красной армии и погиб на войне, в это время сама А. Н. Алексанян весь период Великой Отечественной войны с 1941 по 1945 годы работала в колхозе на трудовом фронте.
С 1948 года переехала с малолетними детьми в город Ереван и начала работать почтальоном в Ереванском городском шестом отделении связи, в её ведении находилась центральная часть города. А. Н. Алексанян разработала свою методику доставки почты, которая заключалась в том, что не тратя время на определённый маршрут с предварительной сортировкой почты, она осуществляла весь процесс в ходе доставки, благодаря чему экономила время и больше общалась со своими клиентами, которые после общения с ней охотно оформляли подписку на различные издания, журналы и газеты.
18 июля 1966 года Указом Президиума Верховного Совета СССР «за образцовую работу и выполнение заданий семилетнего плана (1959—1965)» Аракси Назаровна Алексанян была награждена Орденом Знак Почёта и её имя было занесено в Книгу Почёта Ереванского почтамта.
А. Н. Алексанян была активной участницей социалистических соревнований, выполняла и перевыполняла государственный план, многие годы за высокие показатели в труде носила звание — «Ударник коммунистического труда». С 1966 по 1970 годы в период восьмой пятилетки А. Н. Алексанян добилась ещё больших успехов и трудовых достижений в своей деятельности.
4 мая 1971 года Указом Президиума Верховного Совета СССР «за выдающиеся успехи, достигнутые в выполнении заданий пятилетнего плана по развитию средств связи, телевидения и радиовещания» Аракси Назаровна Алексанян была удостоена звания Героя Социалистического Труда с вручением Ордена Ленина и золотой медали «Серп и Молот».
В 1972 году А. Н. Алексанян вступила в КПСС. Помимо основной деятельности занималась общественно-политической работой с 1975 по 1980 годы избиралась депутатом Верховного Совета Армянской ССР 9-го созыва, была членом Комиссии по промышленности, транспорту и связи.
После выхода на заслуженный отдых жила в городе Ереван.
Скончалась в 2006 году, похоронена на Шаумянском кладбище Еревана.

## Награды
- Медаль «Серп и Молот» (04.05.1971)
- Орден Ленина (04.05.1971)
- Орден Знак Почёта (18.07.1966)